# European Gateway
Die European Gateway war ein RoRo-Fracht- und Fährschiff. Sie sank am 19. Dezember 1982 nach einer Kollision im Ärmelkanal. Das Schiff wurde wieder gehoben und war bis 2013 in Fahrt.

## Geschichte

### Bau und erste Jahre
Das Fährschiff wurde am 20. Dezember 1974 als European Express mit der Baunummer 2256 bei der Schichau Unterweser AG (SUAG) vom Stapel gelassen und am 4. Juni 1975 als European Gateway an die britische Reederei Townsend Car Ferries in Dover abgeliefert. Die Frachtfähre gehörte zu einer Viererserie. Die Schwesterschiffe waren: European Clearway, European Enterprise und European Trader.
Ab dem 9. Juni wurde die European Gateway für rund fünf Jahre im Townsend Thoresen-Fährverkehr zwischen Felixstowe und Europort eingesetzt, bevor es einige Monate zwischen Cairnryan und Larne verkehrte. Im September 1980 verlängerte die Werft Amsterdamsche Droogdok Mij. das Schiff um 15,7 Meter. Danach kehrte die Fähre wieder für kurze Zeit auf die Cairnryan-Larne-Route zurück, um ab dem November 1980 wieder hauptsächlich zwischen Felixstowe und Europort zu fahren.

### Kollision und Rettung
Am Sonntagabend dem 19. Dezember 1982 verließ die European Gateway den Hafen von Felixstowe mit dem Ziel Zeebrügge. An Bord befanden sich 76 Mann Besatzung und Passagiere sowie Lkw und Trailer. Rund zwei bis drei Seemeilen vom Hafen Harwich entfernt kollidierte das Schiff nach einem Missverständnis der beiden Schiffsführungen mit der Speedlink Vanguard. Die European Gateway wurde etwa mittschiffs auf ihrer Steuerbordseite getroffen und begann durch den starken Wassereinbruch und die resultierenden freien Oberflächen auf den Fahrzeugdecks schnell zu krängen. Trotz des Versuchs der Schiffsführung, das Schiff im flachen Wasser auf Grund zu setzen, kenterte die European Gateway schon etwa zehn Minuten nach der Kollision. Das Schiff lag mit seiner Steuerbordseite auf einer Sandbank und ragte noch etwa zur Hälfte aus dem Wasser. In der folgenden Rettungsaktion wurden 35 Besatzungsmitglieder und 35 Fahrer der geladenen Lkw durch zwei herbeigeeilte Trinity-House-Lotsenboote und ein Rettungsboot der Speedlink Vanguard geborgen. Die zum Kollisionszeitpunkt nur rund eine Seemeile entfernte Dana Futura unterstützte die Rettungsaktion durch den Einsatz ihrer Beleuchtung. Trotzdem konnten sechs Personen später nur tot geborgen werden, eine Person blieb vermisst.

### Bergung und Nachgang

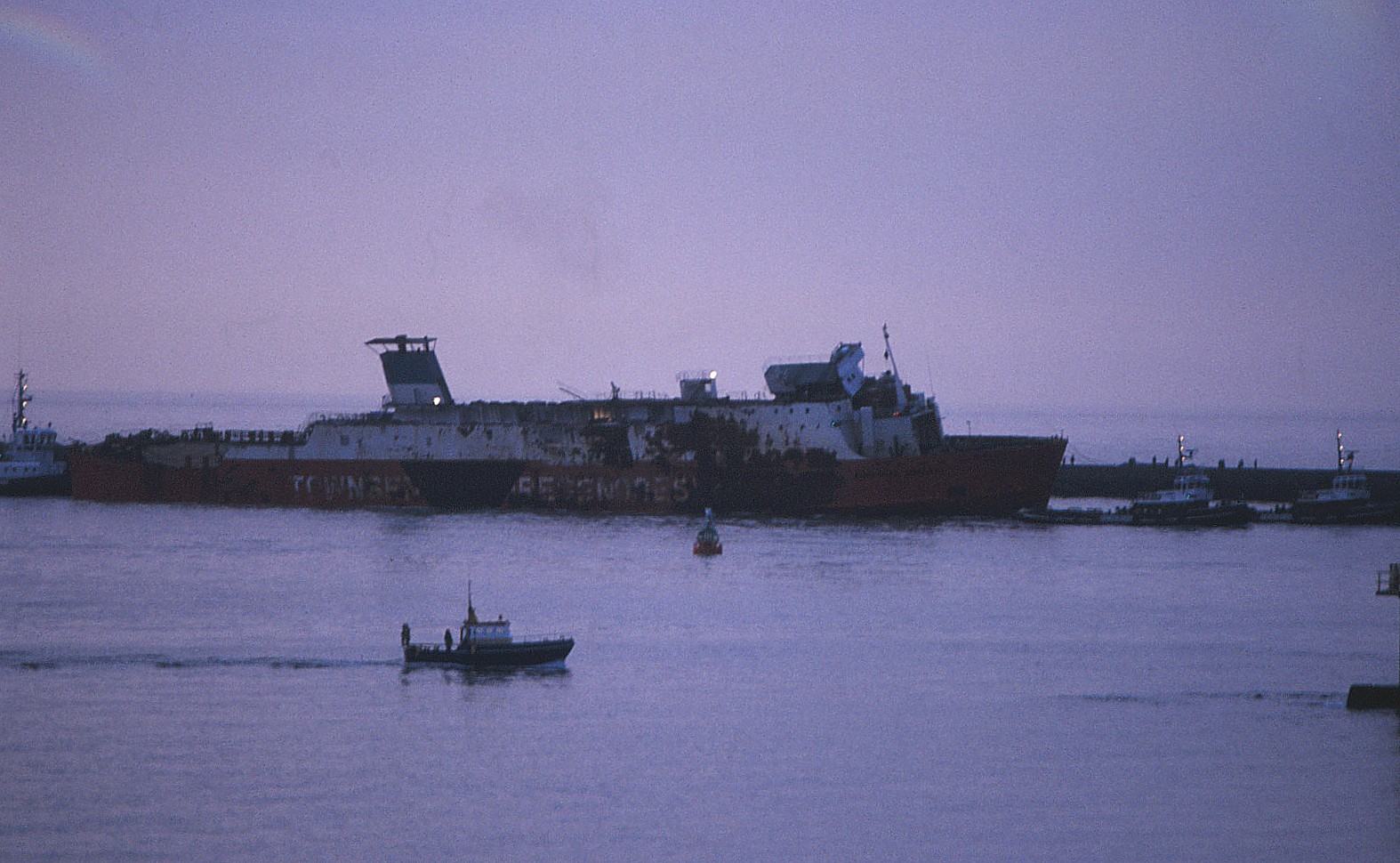
Die European Gateway nach der Bergung

Nachdem die Reederei am 24. Dezember 1982 einen Bergevertrag nach Lloyd’s Open Form mit der niederländischen Bergungsfirma Wijsmuller unterzeichnet hatte, traf am 11. Januar 1983 die Halbtaucher-Schwergutschiff Super Servant 3 mit einer Kranbarge und anderen Hilfsfahrzeugen am Kollisionsort der European Gateway ein. Die Aufrichtung des Schiffs begann am 31. Januar 1983 und wurde durch Hindernisse wie Schlechtwetter verzögert, die große Schäden am halbaufgerichteten Schiff anrichteten. Nach dem zweiten Aufrichtungsversuch wurde ein großes in Felixstowe vorgefertigtes Stahlteil auf dem größten, 15 mal 5 Meter messenden Kollisionsloch aufgeschweißt und das Wrack schließlich am 26. Februar 1983 gehoben. Nach der Hebung forderten die Hafenbehörden von Harwich eine Summe von 100 Millionen US-Dollar Haftungsfreistellung von Wijsmuller für die Einbringung des Wracks ins nahe Harwich. Die gehobene Fähre wurde daraufhin vom Bergungsschlepper Titan in das entferntere IJmuiden geschleppt und lag ab dem 30. März in Amsterdam auf. Nachdem Wijsmuller etwa eine Million Dollar in die Bergung des Schiffes investiert hatte, erklärte die Schiffsversicherung die European Gateway zum versicherungstechnischen Totalverlust. Am 3. Mai 1983 kaufte die Clorinda Navigation Company aus Limassol das Wrack und brachte es nach umfangreicher Instandsetzung und Umbau auf der griechischen Perama Werft als Flavia wieder in Fahrt.

### Spätere Karriere
Im August 1984 nahm die Flavia ihren Dienst zwischen Ancona, Igoumenitsa und Patras für die Reederei Anco Ferries auf. Nach dem Konkurs der Reederei und einer Aufliegezeit im Jahr 1987 veräußerte man das Schiff im Juni 1987 an GT-Link in Nassau, die das Schiff als Travemünde Link I für die schwedische Reederei Sea Link in Nakskov bei der Nakskov Skipsværft umbauen ließ. Am 27. November 1988 nahm die Fähre als Travemünde Link auf der Strecke Gedser-Travemünde den Betrieb auf, wo sie bis Dezember 1990 verblieb. Erst 1992 kaufte die Reederei R-L Shipping Ltd aus Douglas auf der Isle of Man das Schiff und setzte es bis 1996 als Rostock Link auf Strecken zwischen Gedser und Rostock, bzw. Gedser und Travemünde ein. Am 16. Februar 1992 lief das Schiff dabei nahe Gedser auf eine Sandbank auf.
Die nächsten Reedereien waren in kurzem Wechsel Säljs Europa Linie, DSB Rederi A/S und Scandlines. Am 5. Februar 1997 lief das Schiff erneut auf eine Sandbank. Etwa ein Jahr darauf wurde das Schiff in Nakskov aufgelegt, um ab Mai 1998 für die Amber Line der Scandlines Baltic zwischen Aarhus und Liepāja zu verkehren. 1999 baute Bladt Industries in Aalborg das Schiff um, das ab 14. Juni bis Ende desselben Jahres in Charter der Mols Linien A/S unter dem Charternamen Kalundborg Link zwischen Aarhus und Kalundborg fuhr.

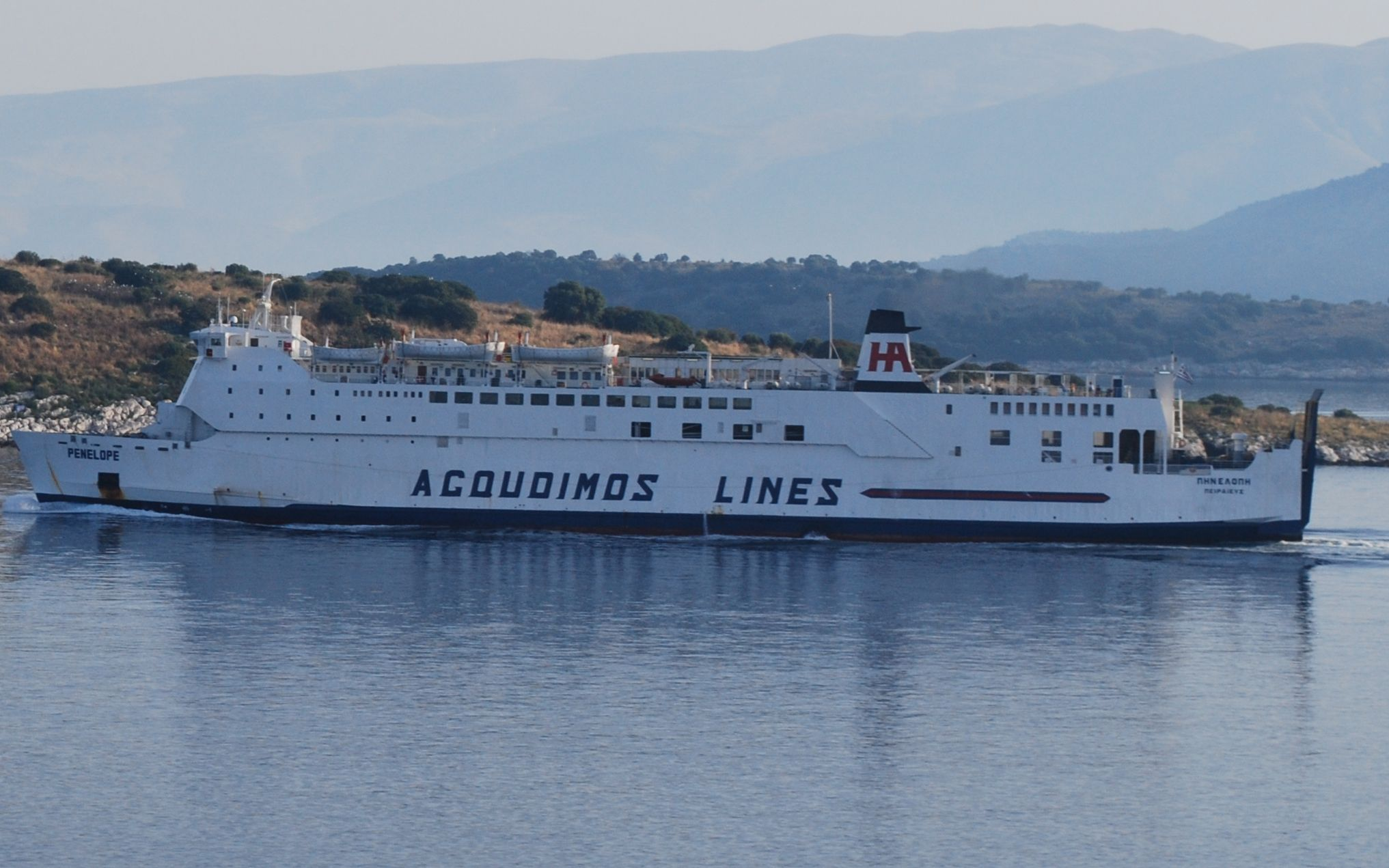
Penelope im Jahr 2012

Im Jahr 2000 kaufte die Okeanos Naf. Trading SA, Nassau das Schiff, um es ab März 2000 als Penelope A. für die griechische Agoudimos Lines zwischen Igoumenitsa und Brindisi einzusetzen. Ik Juli 2005 wurde sie in Piräus registriert und in Penelope umbenannt. Ab Juli 2005 wurde das Schiff als Penelope zwischen den griechischen Inseln betrieben, zunächst unter der Flagge Griechenlands, später unter der Flagge Zyperns. 2013 wurde das Schiff als Lopi in Aliağa (Türkei) abgewrackt.